# Пьянига
Пьянига (итал. Pianiga) — коммуна в Италии, располагается в провинции Венеция области Венеция.
Население составляет 9707 человек (на 2004 г.), плотность населения составляет 457 чел./км². Занимает площадь 20 км². Почтовый индекс — 30030. Телефонный код — 041.
Покровителем коммуны почитается святитель Мартин Турский. Праздник ежегодно празднуется 11 ноября.